# Niphovelleda gracilis
Niphovelleda gracilis – gatunek chrząszcza z rodziny kózkowatych i podrodziny zgrzypikowych. Jedyny przedstawiciel rodzaju Niphovelleda.

## Zasięg występowania
Gatunek ten występuje w Etiopi.